# Gertrude Tuckwell
Gertrude Mary Tuckwell (Oxford, 25 de abril de 1861-Guildford, 5 de agosto de 1951) fue una sindicalista, trabajadora social, autora y magistrada inglesa.

## Biografía
Tuckwell nació en Oxford el 25 de abril de 1861, era la segunda hija del autoproclamado "párroco radical" William Tuckwell, maestro del New College School y capellán en el New College, Oxford. Fue educada en la casa familiar dentro de la tradición socialista cristiana. Se formó como  maestra, trabajo que ejerció en Liverpool en 1881. Fue también docente, de 1882 a 1884, en el Bishop Otter College en Chichester y luego en una escuela infantil de clase trabajadora en Chelsea. En 1890 se vio obligada a dejar la enseñanza debido a su mala salud.
A partir de 1893, se convirtió en secretaria de su tía, la escritora sufragista y sindicalista Emilia Dilke (esposa de Sir Charles Dilke). En 1894 publicó El estado y sus hijos, una obra en contra del trabajo infantil. A partir 1891 se involucró con la Liga sindical  de mujeres y sucedió a Emilia Dilke como presidenta en 1905. En 1908 la nombran presidenta de la Federación Nacional de Mujeres Trabajadoras y realiza una campaña para proteger a las mujeres de las lesiones industriales como el envenenamiento por plomo y la mandíbula floja.
El periódico The Woman Worker la describió en 1908 como «el poder que mueve una infinidad de organizaciones. Detrás de una pantalla de planes para abolir el sudor, organizar a las mujeres, prohibir los esmaltes venenosos en la cerámica, indemnizar a las trabajadoras victimizadas, su espíritu alerta está incansablemente en movimiento». Se retiró en 1918 pero continuó haciendo campañas sobre temas de salud pública. Tras la muerte de Charles Dilke en 1911, ella, como su albacea literaria, junto con Stephen Gwynn escribieron una biografía en dos volúmenes: "comenzada por Stephen Gwynn, MP, completada y editada por Gertrude M. Tuckwell".
Después de que la Ley de Descalificación (Remoción) Sexual de 1919 se aprobara, el 23 de diciembre de 1919, Tuckwell fue una de las siete primeras mujeres nombradas Juez de Paz, convirtiéndose en la primera mujer magistrada en Londres. Fue miembro fundador de la Asociación de Magistrados en 1920 y formó parte de su consejo de 1921 a 1940. También ejerció de presidenta en la Asociación Nacional de Funcionarios de la Libertad Condicional de 1933 a 1941. En 1930 ingresó en la Order of the Companions of Honour.
Tuckwell pasó los últimos veinte años de su vida en Little Woodlands, Wormley, Surrey. Murió el 5 de agosto de 1951 en el Royal Surrey County Hospital de Guildford.
Sus documentos se encuentran depositados en las colecciones de la biblioteca TUC de la Universidad del Norte de Londres. Son aproximadamente 700 carpetas de informes, panfletos, volantes y recortes de prensa acumulados por Tuckwell, sobre las luchas políticas y económicas de las mujeres desde 1890 hasta 1920.